# Martijn Muijs
Martijn Muijs (Hattem, 8 maart 1982) is een Nederlandse radio-dj.

## Biografie
Muijs begon voor de lokale radio bij Omroep Meppel. Daarna heeft hij 3,5 jaar gewerkt voor Rebecca Radio waar hij begon als sidekick van de ochtendshow 'Brand New Day' met presentator René Steenbergen. Later kreeg hij zijn eigen vrijdagavondprogramma Muijst Wanted. Daarna presenteerde hij samen met Eric Meijer enige tijd iedere werkdag een programma tussen 16:00 en 18:00 uur onder de titel Helemaal het einde.
Muijs won bij BNN het televisieprogramma Hey DJ, waarmee hij een plek in de programmering van 3FM kreeg. Na een periode in de nachtopleiding van 3FM (2 keer per week tussen 01:00 en 04:00 uur), een programma op zondagochtend tussen 07:00 en 09:00 uur en Top of the Pops radio op zondagmiddag tussen 14:00 en 16:00 uur, was hij lange tijd iedere werkdag te horen met zijn programma Muijst Wanted. In oktober 2006 moest BNN zijn dagelijkse zendtijd tussen 4 en 6 uur afstaan aan de NPS, waardoor Muijs nog maar één keer per week te horen was. Tevens werd de naam van het programma veranderd in Muijs In Het Huis. In januari 2007 stapte Muijs over naar de NPS, na het vertrek van Bart Arens, waardoor hij weer terugkeerde op het tijdstip tussen 4:00 en 6:00. Hij was een van de vaste vervangers van het programma MetMichiel.
In september 2008 stopte Muijs bij 3FM. Vanaf januari 2009 was hij te horen van 03:00 tot 06:00 uur op Radio 538. Tevens presenteerde hij in het najaar van 2009 enkele maanden het programma D'r uit!.
Vanaf januari 2010 presenteerde Muijs samen met Kimberly van de Berkt het eerste blok van 53N8CLUB iedere werkdag van 00:00 uur tot 03:00 uur. Vanaf juni 2011 was hij een nacht minder te horen in de 53N8CLUB, maar kreeg hij wel een programma op zaterdag van 15:00-18:00. Ook viel hij later in voor het lunchprogramma van Tim Klijn. Na de zomer van 2012 presenteerde Muijs de 53N8CLUB alleen.
Sinds december 2013 werkt Muijs voor Radio Veronica. Hij presenteerde eerst van maandag t/m vrijdagavond van 21.00 tot 00.00 uur, op vrijdag bijgestaan door Jan Paparazzi, maar later verhuisde hij naar de doordeweekse ochtend van 5:00 tot 7:00 uur. Vanaf september 2014 presenteerde hij de middagshow op werkdagen van 16:00 tot 20:00. Vanaf januari 2017 presenteerde hij de middagshow in het weekend en vanaf april 2017 in de ochtend. Vanaf augustus 2017  presenteert hij de late avondshow van maandag tot en met vrijdag op Radio Veronica van 19:00 tot 22:00. Sinds 28 juni 2021 presenteert Muijs de Piepshow iedere werkdag van 12 tot 14.00 uur.